# محمد فال ولد بلال
محمد فال ولد بَلّالْ (مواليد 1949 في ضواحي مدينة مقطع الحجار الموريتانية) هو ديبلوماسي ووزير موريتاني سابق، سبق أن تولى منصب وزير الخارجية في حكومة الوزير الأول اصغير ولد مبارك التي كانت آخر حكومة في عهد الرئيس الموريتاني الأسبق معاوية ولد سيد احمد الطايع (من نوفمبر 2003 حتى الانقلاب الذي أطاح بالنظام في أغسطس 2005)، يشغل منذ سبتمبر 2022 منصب رئيس مجلس إدارة شركة معادن موريتانيا، وكان قبلها مباشرة يشغل منصب رئيس اللجنة الوطنية المستقلة للانتخابات منذ يوليو 2018.